# 马蒂亚斯·雷伊
马蒂亚斯·雷伊（西班牙語：Matías Rey，1984年12月1日—），阿根廷男子曲棍球运动员。他曾代表阿根廷参加2016年和2020年夏季奥林匹克运动会曲棍球比赛，其中2016年奥运会获得一枚金牌。